# Janusz Lewiński
Janusz Zbigniew Lewiński (ur. 14 stycznia 1956) – polski chemik, dr hab. nauk chemicznych, profesor Zakładu Katalizy i Chemii Metaloorganicznej Wydziału Chemicznego Politechniki Warszawskiej i profesor zwyczajny Instytutu Chemii Fizycznej Polskiej Akademii Nauk.

## Życiorys
19 grudnia 1989 obronił pracę doktorską Badanie reakcji acetyloacetonianów glinu z donorami elektronów, 5 czerwca 2001 habilitował się na podstawie rozprawy zatytułowanej Badanie czynników determinujących strukturę i reaktywność glinoorganicznych kompleksów chelatowych. 21 grudnia 2007 nadano mu tytuł profesora w zakresie nauk chemicznych. Został zatrudniony na stanowisku profesora zwyczajnego w Instytucie Chemii Fizycznej Polskiej Akademii Nauk oraz profesora w Zakładzie Katalizy i Chemii Metaloorganicznej na Wydziale Chemicznym Politechniki Warszawskiej.
Jest członkiem Rady Dyscypliny - Nauki Chemiczne Politechniki Warszawskiej.

## Nagrody i wyróżnienia
- Nagroda Fundacji na rzecz Nauki Polskiej (2024) za opracowanie mechanochemicznych metod syntezy perowskitów poprawiających ich właściwości fotowoltaiczne[3]
- Nagroda im. Wojciecha Świętosławskiego Polskiego Towarzystwa Chemicznego (2023)[5]
- Mianowanie Chemistry Europe Fellow (2021)[6]
- Mianowanie Fellow of the Royal Society of Chemistry(inne języki) (2016)[7]
- Nagroda Naukowa im. Marii Skłodowskiej-Curie w dziedzinie chemii (2008)[8]
- Nagroda im. Wiktora Kemuli Polskiego Towarzystwa Chemicznego (2000)[9]